# 박창현 (1966년)
박창현(1966년 6월 8일 ~ )은 대한민국의 전 축구 선수이자 현 축구 지도자로 현역 시절 포항 스틸러스, 전남 드래곤즈에서 공격수로 활약하였다.

## 선수 시절
1989년 포항제철 아톰즈 입단을 통해 프로에 데뷔한 이후 5년간 포항의 핵심 공격수로 활약하며 1992년 K리그 우승, 1994년 K리그 3위, 1993년 아디다스컵 우승을 이끌었고 특히 포항이 우승을 차지했던 1992년에는 K리그 베스트 11과 K리그 감투상의 영예를 안았을 정도로 뛰어난 공격수로서의 명성을 떨쳤다.
그 뒤 1995년 포항의 같은 계열사에서 창단한 신생팀이자 제철 라이벌인 전남 드래곤즈로 이적하여 8경기를 소화한 후 6년간의 선수 생활에 마침표를 찍었다.

## 지도자 경력

### 포항 스틸러스
선수 은퇴 후 1997년부터 2007년까지 모교인 청구고등학교의 감독 및 한양대학교의 코치와 감독으로 활동하다가 2008 시즌을 앞두고 당시 세르지우 파리아스 감독이 이끌던 포항 스틸러스의 코치로 부임하며 14년만에 친정팀으로 복귀했다.
그 후 2010 시즌까지 포항의 코치와 감독 대행을 역임하며 2008년 FA컵 우승, 2009년 K리그 3위, 2009년 리그컵 우승, 2009년 AFC 챔피언스리그 우승, 2009년 FIFA 클럽 월드컵 3위, 2010년 AFC 챔피언스리그 8강 진출 등을 이끌었다.

### 아마추어계
2010 시즌을 끝으로 포항 스틸러스를 떠나 2011년 부천 정명고등학교의 감독으로 부임하여 2년차이던 2012년에 백운기 준우승을 이끌었지만 연말에 정명고 축구부가 해체되는 불운을 맞이했고 이후 2013년부터 2016년까지 창단팀인 양천 FC의 감독을 역임했다.
그 후 2017년 홍익대학교의 사령탑으로 부임하여 2023년 태백산기 추계 대학축구연맹전 준우승을 이끌었고 2024년 U리그에서도 5경기 무패 행진을 이끄는 등 홍익대학교를 대학 축구 강자 반열에 올려놓았다.

### 대구 FC
홍익대학교 감독을 역임하고 있던 중 최원권 현 베트남 대표팀의 수석 코치의 후임으로 2024년 4월 23일 고향팀인 대구 FC의 감독으로 선임되며 지도자 데뷔 27년만의 첫 프로팀 감독이자 포항 스틸러스에서 감독 대행을 맡았던 이후 14년만에 K리그 무대로 돌아왔다.
이후 강등권에 허덕이며 계속 고비를 맞은 끝에 결국 승강 플레이오프로 밀려났고 그나마 다행히 승강 플레이오프에서 K리그2의 충남 아산 FC에 1·2차전 합계 6-4의 역전승을 거두며 K리그1 잔류에 성공했지만 2025 시즌 초 무렵 2연승 이후 6연패의 수렁에 빠지는 등 2승 1무 6패의 처참한 성적에 대한 책임을 진 채 부임 1년만인 4월 13일 감독직에서 물러났다.

## 기록

### 클럽
| 클럽            | 시즌 | 리그 | 리그 | 국내 컵 | 국내 컵 | 리그 컵 | 리그 컵 | 대륙 대회 | 대륙 대회 | 통산 | 통산 |
| 클럽            | 시즌 | 출장 | 득점 | 출장    | 득점    | 출장    | 득점    | 출장      | 득점      | 출장 | 득점 |
| --------------- | ---- | ---- | ---- | ------- | ------- | ------- | ------- | --------- | --------- | ---- | ---- |
| 포항제철 아톰즈 | 1989 | 29   | 3    | -       | -       | -       | -       | -         | -         | 29   | 3    |
| 포항제철 아톰즈 | 1990 | 0    | 0    | -       | -       | -       | -       | -         | -         | 0    | 0    |
| 포항제철 아톰즈 | 1991 | 0    | 0    | -       | -       | -       | -       | -         | -         | 0    | 0    |
| 포항제철 아톰즈 | 1992 | 21   | 7    | -       | -       | 7       | 0       | -         | -         | 28   | 7    |
| 포항제철 아톰즈 | 1993 | 18   | 3    | -       | -       | 5       | 1       | -         | -         | 23   | 4    |
| 포항제철 아톰즈 | 1994 | 15   | 1    | -       | -       | 5       | 0       | -         | -         | 20   | 1    |
| 전남 드래곤즈   | 1995 | 3    | 0    | -       | -       | 5       | 0       | -         | -         | 8    | 0    |
| 통산            | 통산 | 86   | 14   | 0       | 0       | 22      | 1       | 0         | 0         | 108  | 15   |